# Cooter (Missouri)
Cooter – miasto w Stanach Zjednoczonych, w stanie Missouri, w hrabstwie Pemiscot.